# Corinthomyia brevicornis
Corinthomyia brevicornis är en tvåvingeart som beskrevs av Ephraim Porter Felt 1907. Corinthomyia brevicornis ingår i släktet Corinthomyia och familjen gallmyggor. Inga underarter finns listade i Catalogue of Life.